# Achryson pictum
Achryson pictum är en skalbaggsart som beskrevs av Bates 1870. Achryson pictum ingår i släktet Achryson och familjen långhorningar.
Artens utbredningsområde är:
- Guyana.
- Surinam.
- Venezuela.

Inga underarter finns listade i Catalogue of Life.